# Де Бойс, Вим
Корнелис Хендрик Виллем (Вим) де Бойс (нидерл. Cornelis Hendrik Willem "Wim" de Bois; 19 июня 1896, Стенвейк — 1 августа 1975, Олдензал) — нидерландский футболист, игравший на позициях нападающего и полузащитника, впоследствии тренер. Будучи игроком, выступал в составе «Аякса». Один из первых дипломированных тренеров в Нидерландах.
Погиб в автокатастрофе в городе Олдензал. В 2011 году спортивный журналист Йохан Дерксен назвал де Бойса легендарным тренером.

## Ранние годы
Вим де Бойс родился 19 июня 1896 года в городе Стенвейк, в семье обойщика Корнелиса Хендрика Виллема де Бойса и его жены Элизабет Марии Слёйтер. Его родители были родом из Амстердама. В феврале 1902 года в их семье появился второй ребёнок, но он родился мёртвым. 

## Игровая карьера
В возрасте двадцати трёх лет Вим дебютировал в составе футбольного клуба «Аякс». Первый матч в чемпионате провёл 12 октября 1919 года против ХФК, завершившемся вничью 0:0. В следующем туре Вим забил гол в ворота «Спарты». Обыграв роттердамцев со счётом 4:1, «красно-белые» одержали первую победу в чемпионате. В первом сезоне де Бойс регулярно выходил на поле, сыграв 16 матчей и забив 5 голов. «Аякс» в течение сезона не претендовал на первое место и в итоге занял пятое место в своей западной группе.
В последующих сезонах Вим играл не регулярно, в общей сложности за десять лет он принял участие в 33 матчах чемпионата, забив в них 7 голов. В последний раз в составе «Аякса» он выходил на поле 6 октября 1929 года в гостевом матче с «Харлемом». Впоследствии Вим играл за любительскую команду «Аякса» и занимал одну из административных должностей в клубе.

## Тренерская карьера
Де Бойс начал тренерскую карьеру в 1930 году, возглавив в возрасте 34 лет клуб «Де Кеннемерс» из Бевервейка. В 1932 году он стал вторым после Адриана Конингса дипломированным тренером в Нидерландах. Вим также тренировал «Гермес» ДВС, «Энсхеде», ДФК из Дордрехта, сборную Суринама, ДОС из Утрехта, «Розендал» и другие команды.

### Сборная Суринама
В апреле 1948 года Вим отправился в Суринам возглавить на три месяца национальную команду. Он стал первым иностранным тренером в истории сборной. Официальных матчей под его руководством команда не проводила. 18 июля 1948 года де Бойз покинул сборную.

### «Гоу Эхед»
В июне 1956 года де Бойс стал тренером клуба «Гоу Эхед» из Девентера. В том же году он отпраздновал 25-летний юбилей тренерской работы. Под его руководством команда провела во втором дивизионе 28 игр, выиграв 8, сведя вничью 5 и проиграв 15. «Гоу Эхед» занял тринадцатое место из пятнадцати. Из-за неудовлетворительных результатов де Бойс покинул команду по окончании сезона.

### «Вендам»
С 1957 по 1959 год Вим был тренером клуба «Вендам», и именно с этой командой добился лучших результатов в тренерской карьере. В сезоне 1957/58 его команда одержала самую крупную победу в истории профессионального футбола в стране, с момента его принятия в 1956 году, выиграв у «Зволзе Бойз» со счётом 8:0. По итогам сезона клуб занял шестое место. В следующем сезоне «Вендам» занял второе место и вышел в первый дивизион Нидерландов. Летом 1959 года контракт Вима закончился и клуб не стал его продлевать.

### «Олдензал»
В конце июля 1959 года де Бойс был назначен главным тренером клуба второго дивизиона «Олдензал». В первом сезоне под его руководством команда заняла десятое место. В сезоне 1961/62 клуб мог покинуть профессиональный футбол. Заняв 11-е место, «Олдензалу» пришлось играть в плей-офф с командами НЕК и «Де Графсхап». Одержав по одной победе команды набрали одинаковое количество очков, но именно «Олдензал» должен был перейти в любители. Сохранить статус команде помог случай. После ухода в любительский дивизион команд «Хелмонд» и ЭБОХ, а также слияния «Рапида» и «Роды Спорт», «Олдензал» смог остаться в профессиональном футболе, но ненадолго.
Последующий сезон стал более неудачным — команда заняла последнее место. В апреле 1963 года Вим объявил, что покинет летом команду. Но этот раз игроки «Олдензала» смогли отстоять своё право на прописку во втором дивизионе. 23 июня 1963 года они одержали крупную победу на клубом ПЕК со счётом 5:1 и остались во втором дивизионе. Спустя четыре дня де Бойз покинул пост главного тренера команды. В августе клуб добровольно лишился профессионального статуса из-за финансовых проблем.
После «Олдензала» де Бойс работал с местным клубом «Квик ’20» и «Тюбантией» из Хенгело.

## Личная жизнь
Вим был женат на Хармке Бонстре, уроженке Харлингена. Их брак был зарегистрирован 17 июля 1924 года в Амстердаме. В браке родились сын и дочь.
Сын, родившийся в 1927 году и получивший полное имя отца, стал профессором в области ветеринарного акушерства и гинекологии. Написал ряд научных работ.
Де Бойс погиб 1 августа 1975 года в возрасте 79 лет, попав в автокатастрофу в Олдензале. Похоронен 5 августа на местном кладбище.